# Carcelia cosmophilae
Carcelia cosmophilae là một loài ruồi trong họ Tachinidae.